# 科里翠鳥屬
科里翠鳥屬（学名：Corythornis）是翠鳥科下的一个属。

## 下属物种
本属包括以下物种：
- 冠翠鸟 Corythornis cristatus (Pallas, 1764)
- 白腹翠鸟 Corythornis leucogaster (Fraser, 1843)
- 马岛小翠鸟 Corythornis madagascariensis (Linnaeus, 1766)，马达加斯加翠鸟
- 马岛翠鸟 Corythornis vintsioides (Eydoux & Gervais, 1836)